# يو إف سي ليلة القتال: جاكاري ضد موساوي
يو إف سي ليلة القتال: جاكاري ضد موساوي (بالإنجليزية: UFC Fight Night: Jacaré vs. Mousasi)‏ هو حدث لفنون القتال المختلطة نظمته يو إف سي، أُقيم في 5 سبتمبر 2014، على كازينو منتجع فوكسوودز في ماشانتوكيت، كونيتيكت، الولايات المتحدة.